# Wiesław Krygier
Wiesław Krygier (ur. 26 maja 1948 w Konstantynowie Łódzkim, zm. 1 stycznia 2020) – polski piłkarz ręczny, grający na pozycji rozgrywającego, reprezentant Polski, następnie trener piłki ręcznej.

## Życiorys
Był wychowankiem Sokoła Konstantynów Łódzki, w którego barwach zdobył w 1963 brązowy medal mistrzostw Polski juniorów. W latach 1963–1965 był zawodnikiem Włókniarza Konstantynów Łódzki, w latach 1965-1977 Anilany Łódź, w latach 1977-1980 austriackiej drużyny SBL Linz.
Po zakończeniu kariery zawodniczej był trenerem w ChKS Łódź (1980-1983) i Anilanie Łódź (1983-1986). W 1984, 1985 i 1986 zdobył z Anilaną wicemistrzostwo Polski (w 1984 jako II trener, razem z Zygfrydem Kuchtą).
W latach 1967–1972 wystąpił 46 spotkaniach I reprezentacji Polski, zdobywając 68 bramek. Występował  m.in. w meczach eliminacyjnych przed Igrzyskami Olimpijskimi w Monachium (1972).
Pochowany na cmentarzu w Kaletniku.